# Olga Rautenkranzová
Olga Rautenkranzová (22 de septiembre de 1891 - siglo XX) fue una actriz y directora checa del cine mudo. Se la considera la primera directora checa.

## Biografía
Olga Rautenkranzová estudió actuación con Maria Hübnerová en el Teatro Nacional de Praga. Después de graduarse, actuó como actriz y bailarina en el Teatro Nacional de Praga y Brno. Sus papeles incluyeron tanto ballet como teatro. Se unió al Teatro Nacional de Brno en el verano de 1912 y fue una de las solistas dramáticas en la temporada 1912/1913.
Gracias a su experiencia teatral, Lucernafilm se acercó a ella y le ofreció hacer una película, convirtiéndose así en la primera directora de cine checa. En 1918 dirigió la película romántica Kozlonoh, basada en un guion de Quido Maria Vyskočila, en la que también interpretó el papel femenino principal, la hija de la condesa Anisya. Incluso antes de que la película se estrenara en los cines, Lucernafilm le ofreció hacer otra película, la comedia Profesor de lenguas orientales, que realizó ese mismo año en colaboración con Jan Stanislav Kolár, quien también escribió el guion. En esta segunda película también interpretó el papel principal femenino. Sin embargo, luego se retiró de la vida pública, y no se supo casi nada más de su vida posterior.

## Filmografía
- Kozlonoh (en español, Sátiro ) (1918)
- Učitel orientálních jazyků (en español, El profesor de lenguas orientales) (1918)